# Bistum Venafro
Das in Italien gelegene ehemalige Bistum Venafro (lateinisch Dioecesis Venafrensis) wurde im 11. Jahrhundert gegründet und gehörte der Kirchenprovinz Campobasso-Boiano an. Der Bischofssitz war in Venafro. Am 19. Juni 1852 wurde es mit dem Bistum Isernia zum Bistum Isernia-Venafro vereinigt.